# Hugo Riemann
Karl Wilhelm Julius Hugo Riemann (født 18. juli 1849 nær Sondershausen, død 10. juli 1919 i Leipzig) var en tysk musikforfatter.
Riemann studerede oprindelig jura, senere filosofi og bestemte sig først 1870 endelig for musikken, idet han indtrådte som elev i Leipzigs konservatorium. 1873 blev Riemann Dr. phil. (senere tillige Dr. mus.). 1881—95 var han lærer, først ved konservatoriet i Hamburg, senere i Wiesbaden og vendte derfra tilbage til Leipzig, hvor han blev professor i musikvidenskab og leder af universitets Collegium musicum. Riemann har udgivet nogle kompositioner som violinsonate, trio, strygekvartet og klaverstykker, men det var som musikforfatter, han vandt et højtanset navn.
Hans videst kendte arbejde er Musiklexikon (1882, 1 bind), der er udkommet i 10 stadig forøgede udgaver; men Riemann har i øvrigt med stor flid og alsidighed forfattet en række værker, der vedrører næsten alle musikvidenskabens grene, og på flere områder har han hævdet selvstændige anskuelser, der delvis er slåede igennem. Endelig har han foranstaltet fraseringsudgaver af klassisk klavermusik og udgivet forskellig ældre, delvis glemt instrumentalmusik, navnlig af den såkaldte Mannheimerskole, for hvis historiske betydning Riemann var en ivrig og fortjenstfuld talsmand.
Blandt Riemanns mange frembringelser skal fremhæves: Musikalische Syntaxis (1877), Handbuch der Harmonielehre, Entwickelung unserer Notenschrift (1881) og Studien zur Geschichte der Notenschrift(1878), Musikalische Dynamik und Agogik (fraseringslære) (1884), Lehrbuch des Kontrapunkts, en række Musik-Katechismen, deriblandt en Musikästhetik og en Musikgeschichte, Epochen und Heroen der Musikgeschichte (1900), Geschichte der Musiktheorie im IX.—XIX. Jahrhundert (1898), Opern-Handbuch (1887–[1893]), Geschichte der Musik seit Beethoven (1800–1900) (1901), Große Kompositionslehre (3 bind, 1902, 1903 og 1913), Handbuch der Musikgeschichte (1904—13).